# Eurysternus hamaticollis
Eurysternus hamaticollis är en skalbaggsart som beskrevs av Vladimir Balthasar 1939. Eurysternus hamaticollis ingår i släktet Eurysternus och familjen bladhorningar. Inga underarter finns listade i Catalogue of Life.